# Miramont-Sensacq
Miramont-Sensacq is een gemeente in het Franse departement Landes (regio Nouvelle-Aquitaine) en telt 366 inwoners (1999). De plaats maakt deel uit van het arrondissement Mont-de-Marsan.

## Geschiedenis
Miramont had al in de 11e eeuw een feodaal kasteel. De baron van Miramont was aan het begin van de 12e eeuw ook heer van Tursan en hij wedijverde met de bisschop van Aire. In 1274 werd Miramont veroverd door koning Eduard I van Engeland. Hij liet de plaats een stadsmuur met een gracht aanleggen en ontwikkelde Miramont vanaf 1276 als bastide, ook al kreeg de stad geen regelmatig stadsplan zoals de meeste bastides. De stad was strategisch belangrijk omdat ze tegenover Béarn was gelegen. De inwoners kregen stadsrechten.

## Geografie
De oppervlakte van Miramont-Sensacq bedraagt 25,3 km², de bevolkingsdichtheid is 14,5 inwoners per km².
De onderstaande kaart toont de ligging van Miramont-Sensacq met de belangrijkste infrastructuur en aangrenzende gemeenten.

## Demografie
Onderstaande figuur toont het verloop van het inwonertal (bron: INSEE-tellingen).